# 肺腺癌

各別肺癌種類比例圖，各別肺癌中抽煙與不抽煙的比例。

肺腺癌（英語：lung adenocarcinoma）是肺癌的一種，屬於非小細胞肺癌。不同於鱗狀細胞肺癌，肺腺癌較容易發生於年輕女性、有抽煙史、亞洲族群。在肺部的位置常較週邊，腫瘤擴大的速度較慢（倍增時間約120天）。早期無徵兆，通常診斷出來時已經是晚期。
肺癌的細胞型態，根據2018年台灣癌症登記資料顯示，93.7%以上屬於非小細胞肺癌，只有小於 6.3% 是小細胞肺癌。非小細胞肺癌中又區分為：腺癌、鱗狀細胞癌與分化欠佳的大細胞癌。

台灣人肺癌在流行病學上部分特徵與西方國家不同，包括：女性肺癌的發生率特別高，西方國家之男性肺癌的死亡率是女性的 7~8倍，台灣則只有 1.8 倍；歐美國家的肺癌患者 85% 是吸菸者，在台灣則不及 50%；無論男女肺癌之細胞型態均以腺癌為主，根據 2018年台灣癌症登記資料統計，女性肺癌有高達 88% 是腺癌，男性肺癌也有 58% 是腺癌；肺腺癌的臨床表現以周邊型居多，早期多無症狀，容易延遲診斷。

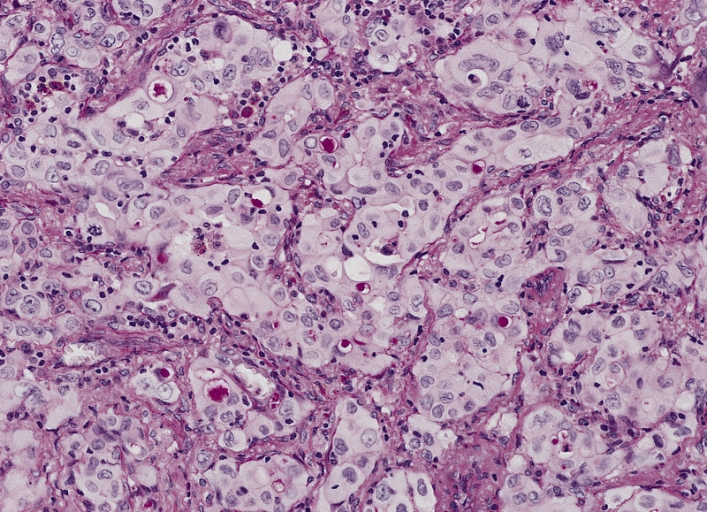
分化差肺腺癌。

## 治療
肺癌的治療是依據癌症分期、能否切除（英語：Resectability）、病患表現狀態、腫瘤的組織學和基因組變異來做決定。

### 手術
早期（第I、II、IIIA期）以治癒為目標，如果影像檢查和切片檢查確認可以切除，且病患能耐受手術，可採肺切除術或肺葉切除術。常會使用影像輔助胸腔鏡手術。術後視病理分期給予輔助性化療或放療。
晚期（第IIIB、Ⅳ期）少數單一轉移病患也許可以接受手術切除或根治性放射治療。緩和醫療目標在於延長生命、維持生活品質與減少治療的副作用。

### 化學治療
晚期與無法接除之腫瘤，第一線治療為含鉑劑合併化學治療，不建議施打超過6個療程，因雖然可延長疾病無惡化存活期，但對整體存活率並無助益，且增加化療毒性。
與鉑劑併用的第三代化學治療藥物包括吉西他濱、Taxane、Vinorelbine、Pemetrexed、愛萊諾迪肯，並無研究顯示何者的效果優於同儕。但併用鉑劑的合併治療較單一藥物更具療效 。
血管內皮生長因子廣泛存在於各種腫瘤，與其受體作用可導致血管新生，進一步造成腫瘤的成長與轉移，非小細胞肺癌中血管內皮生長因子表現高者預後較差。

### 標靶治療
帶有某些分子特性的肺腺癌可採用標靶治療。
腫瘤生長有賴於活化細胞表面受體，控制細胞內訊息傳遞，以調節細胞增長、凋亡、附著、移動與血管新生。
表皮生長因子受體是細胞膜上的一種蛋白質，作為表皮生長因子的接受器，表皮生長因子受體與上皮細胞癌的生長及惡化有關連性，約三分之二之各類癌症有表皮生長因子受體的表現。表皮生長因子受體須經由二聚化才能活化酪氨酸激酶。
肺腺癌細胞若有表皮生長因子受體突變，則對表皮生長因子受體-酪氨酸激酶抑制劑具高敏感性，突變與否可做為其是否有效的預測因子。歐美地區肺腺癌的病患約15%具表皮生長因子受體突變，亞洲地區約50-60%，多發生於女性與非吸菸者。
酪氨酸激酶抑制劑對於具表皮生長因子受體突變的肺腺癌患者，與傳統含鉑化療做比較，可延長疾病無惡化存活期。
阿法替尼為第二代不可逆酪氨酸激酶抑制劑，在美國、歐洲和台灣批准作為一線治療藥物。以亞洲病患為對象的試驗中，針對表皮生長因子受體突變的肺腺癌，與化療藥物吉西他濱和順鉑比較，酪氨酸激酶抑制劑可延長疾病無惡化存活期。
美國臨床腫瘤醫學會官方年會發表的數據顯示阿法替尼的疾病無惡化存活期是11個月，化療為5.6個月。47%病例於療程一年後病情無惡化，接受化療的病患為2%。
另外，新研究亦指出，阿法替尼與其他標靶藥物吉非替尼相比，阿法替尼藥物治療到失效中位數13.7個月，吉非替尼則為11.5個月。
臨床研究顯示，表皮生長因子受體標靶藥物應於第一線開始使用，而第一線使用患者中，其中超過六成會產生T790M突變，若確定有T790M突變，則使用相對應的標靶藥物進行接力治療，來清除大部分的變異基因。隨機對照試驗表明，在非小細胞癌表皮生長因子受體的患者中，阿法替尼和奧希替尼在一線治療中皆優於第一代酪氨酸激酶抑制劑，此外，奧希替尼可改善第一線治療後產生T790M突變的患者的惡化存活期。
非小細胞肺癌中，約有5%左右的患者帶有間變性淋巴瘤激酶基因突變，不抽菸或輕度抽菸，平均52歲發病，相對於其他肺癌患者平均68歲較為年輕。間變性淋巴瘤激酶基因最初是被發現在部分異生性大細胞淋巴瘤，因此被稱為間變性淋巴瘤激酶，間變性淋巴瘤激酶在正常情況下是處於休眠狀態，但是如果發生斷裂錯位，和另一個基因棘皮動物微管相關蛋白4融合成突變的EML-4-ALK致癌基因，此形態的基因突變會激活間變性淋巴瘤激酶融合蛋白並活化下游多條細胞訊息傳遞路徑，驅動細胞發生癌變。
原癌基因酪氨酸蛋白激酶是一種關鍵的跨膜受體蛋白酪氨酸激酶，具有調節細胞凋亡、生存、分化、增殖、遷移和轉化的功能。越來越多的證據表明，在很多惡性腫瘤，包括膠質母細胞瘤、結直腸癌、胃癌、炎症性肌纖維母細胞瘤、卵巢癌、血管肉瘤和非小細胞肺癌中，原癌基因酪氨酸蛋白激酶都起到重要的作用。原癌基因酪氨酸蛋白激酶基因突變是非小細胞肺癌亞型，其發生率約佔非小細胞肺癌的1%-2%，好發於年輕、不吸煙的肺腺癌患者，這些臨床特徵與間變性淋巴瘤激酶基因突變的非小細胞肺癌患者類似。

## 外部連結
- The mystery rise of lung cancer in non-smokers, BBC 2025
- 台灣癌症防治網
- 可怕的殺手-肺腺癌 （页面存档备份，存于）
- 肺腺癌是什麼？預後如何？ （页面存档备份，存于）